# Rallye Press on Regardless 1973
Le Rallye Press on Regardless 1973 (25th Press on Regardless), disputé du 31 octobre au 4 novembre 1973, est la onzième manche du championnat du monde des rallyes 1973 (WRC), inauguré cette même année.

## Contexte avant la course

### Le championnat du monde
1973 est la première année du Championnat Mondial des Rallyes pour Marques, qui a succédé au 'Championnat d'Europe des Rallyes pour Marques', disputé de 1968 à 1972. Constitué de treize épreuves internationales, il est réservé aux voitures des catégories suivantes :
- Groupe 1 : voitures de tourisme de série
- Groupe 2 : voitures de tourisme spéciales
- Groupe 3 : voitures de grand tourisme de série
- Groupe 4 : voitures de grand tourisme spéciales

Seuls deux constructeurs se disputent le titre mondial : Alpine-Renault et Fiat. Avant l'épreuve américaine, il reste une infime chance pour le constructeur italien de rejoindre Alpine, qui avec cinq victoires cette saison (voire six si le déclassement de BMW en Autriche est confirmé par la FIA) a dominé son adversaire. Pour l'emporter, Fiat devrait impérativement gagner les trois épreuves restantes sans qu'Alpine ne termine une seule fois dans les dix premiers, un scénario très peu probable.

### L'épreuve

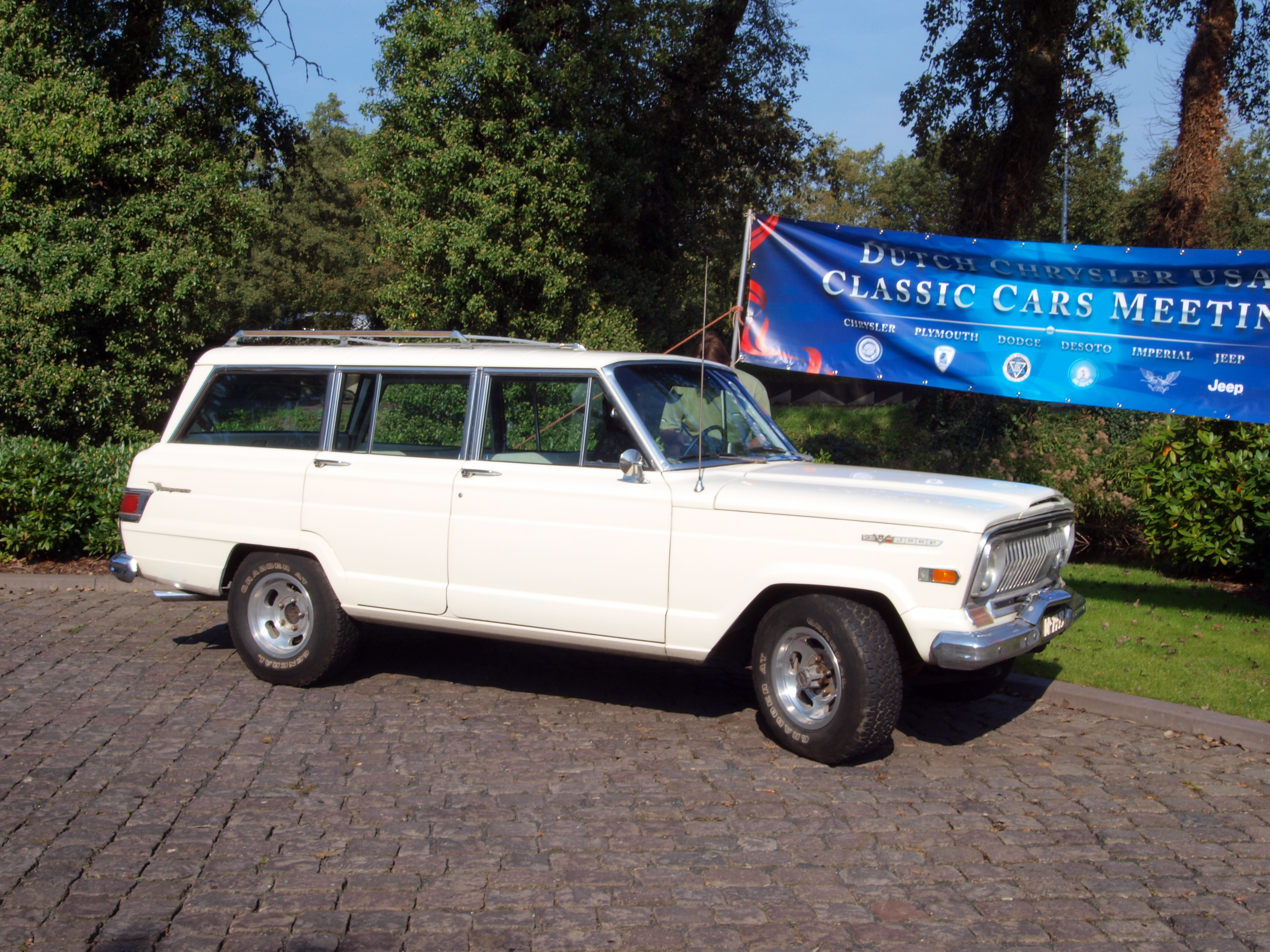
L'édition 1972 fut remportée par une imposante Jeep Wagoneer (ici un modèle de série).

Organisé pour la première fois en 1949, le Press on Regardless se déroule dans l'état du Michigan. Une partie du parcours emprunte des routes goudronnées mais les secteurs chronométrés se disputent principalement sur des pistes forestières, souvent boueuses, l'épreuve ayant lieu en automne. C'est d'ailleurs une Jeep Wagoneer qui en 1972 s'est imposée aux traditionnelles voitures de rallye, la transmission intégrale ayant été un atout déterminant lors de cette édition particulièrement pluvieuse.
Peu d'Européens disputent cette épreuve, la plupart des équipages étant américains ou canadiens. De 1949 à 1972, seuls les pilotes américains s'y sont imposés.

## Le parcours
- départ : 31 octobre 1973 de Belle Isle (Détroit)
- arrivée : 4 novembre 1973 à Alma

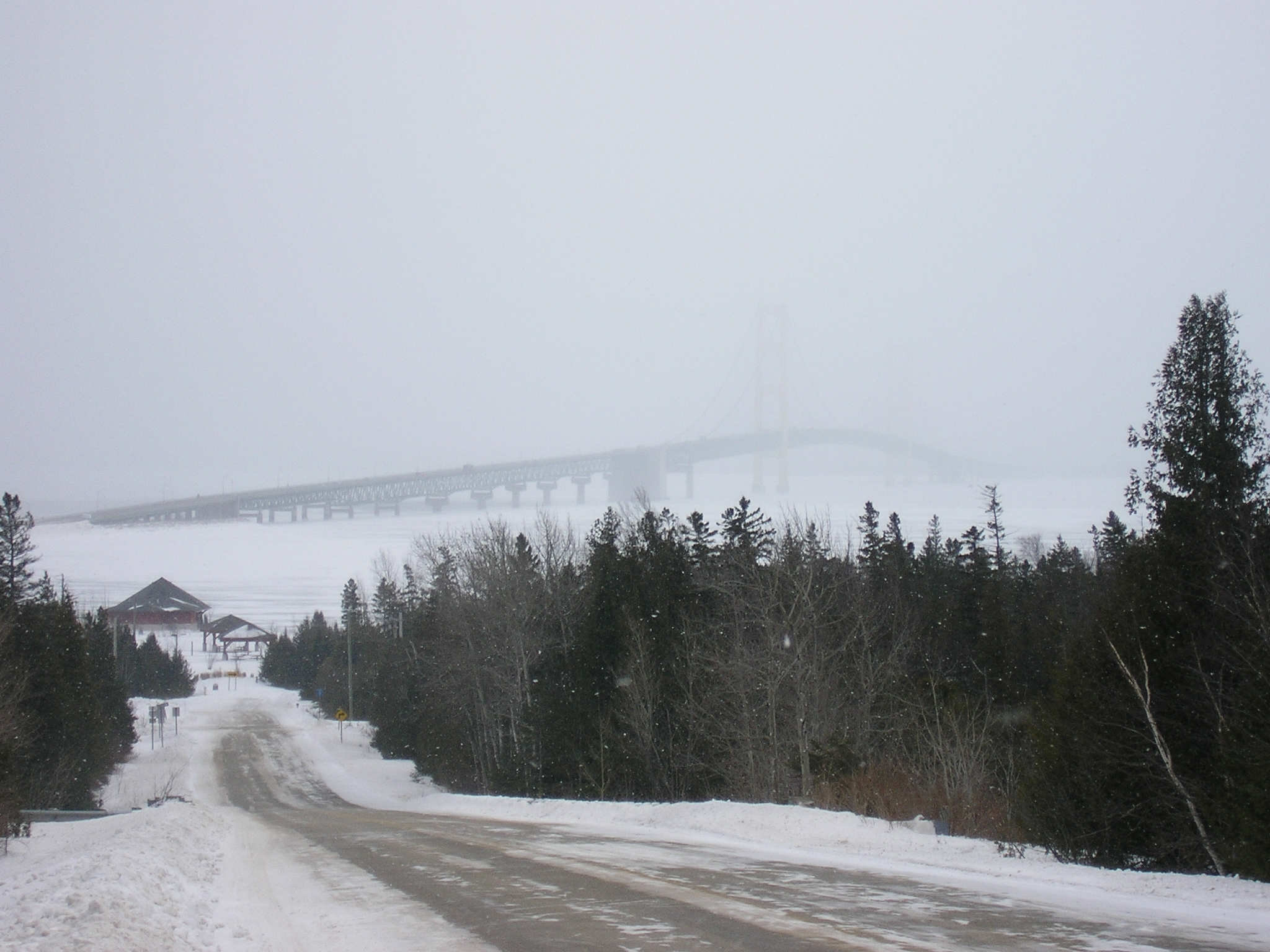
Le parcours du rallye peut être enneigé en cette saison. Au fond, le pont Mackinac, emprunté à plusieurs reprises au cours de l'épreuve.

- distance : 2 735 km dont 549,15 km sur 79 épreuves spéciales (85 épreuves initialement prévues)
- surface : asphalte et terre
- Parcours divisé en trois étapes[2]

### Première étape
- Belle Isle - Saint-Ignace, du 31 octobre au 1er novembre
- 25 épreuves spéciales, 137,76 km (27 épreuves initialement prévues)

### Deuxième étape
- Saint-Ignace - Saint-Ignace, du 2 au 3 novembre
- 27 épreuves spéciales, 274,12 km

### Troisième étape
- Saint-Ignace - Alma, du 3 au 4 novembre
- 27 épreuves spéciales, 140,27 km (31 épreuves initialement prévues)

## Les forces en présence
67 équipages, en majorité privés, sont inscrits pour cette course mais seulement 58 s'aligneront au départ.
- Jeep

Vainqueur l'année précédente avec Gene Henderson, Jeep a engagé officiellement deux Wagoneer à moteur V8 : un modèle deux portes pour Henderson et un modèle quatre portes pour Erhard Dahm. Pesant plus de deux tonnes, bien moins rapides que les traditionnelles voitures de rallye, les Jeep doivent bénéficier d'un terrain particulièrement boueux pour avoir une chance de l'emporter.
- Dodge

Chrysler Corporation a engagé une Dodge Colt pour Tom Samida, victorieux ici en 1966. Trois autres Colt privées sont présentes, dont celle de Scott Harvey, triple vainqueur de l'épreuve (1969, 1970 et 1971).
- Datsun

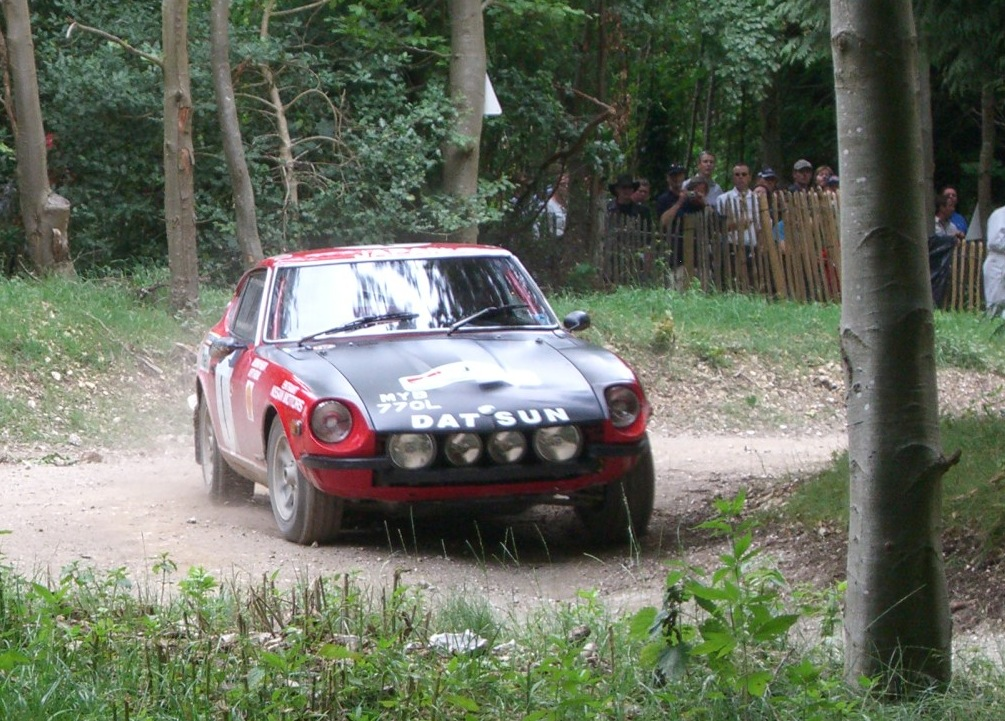
Sur les 24 Datsun engagées, on compte 4 coupés 240Z.

Avec vingt-quatre voitures au départ (toutes privées), Datsun est le constructeur le mieux représenté. Parmi les équipages les plus performants, on note la présence du couple Smiskol sur 240Z, ainsi que celle de John Rodgers sur 1600 SSS.
- Ford

Si le constructeur américain n'est pas officiellement représenté, il peut tout de même compter sur la très performante Escort RS1600 (1800 cm3, plus de 200 chevaux) du jeune espoir John Buffum pour briller sur ses terres. La Capri 2600 pilotée par William Dodd peut également se montrer très rapide sur les portions roulantes, mais devrait être nettement moins à l'aise dans les chemins boueux.
- Toyota

Toyota Canada a engagé une Corolla 1600 groupe 2 (environ 150 chevaux) pour le pilote Walter Boyce, vainqueur à quatre reprises du championnat canadien des rallyes.
- Polski Fiat

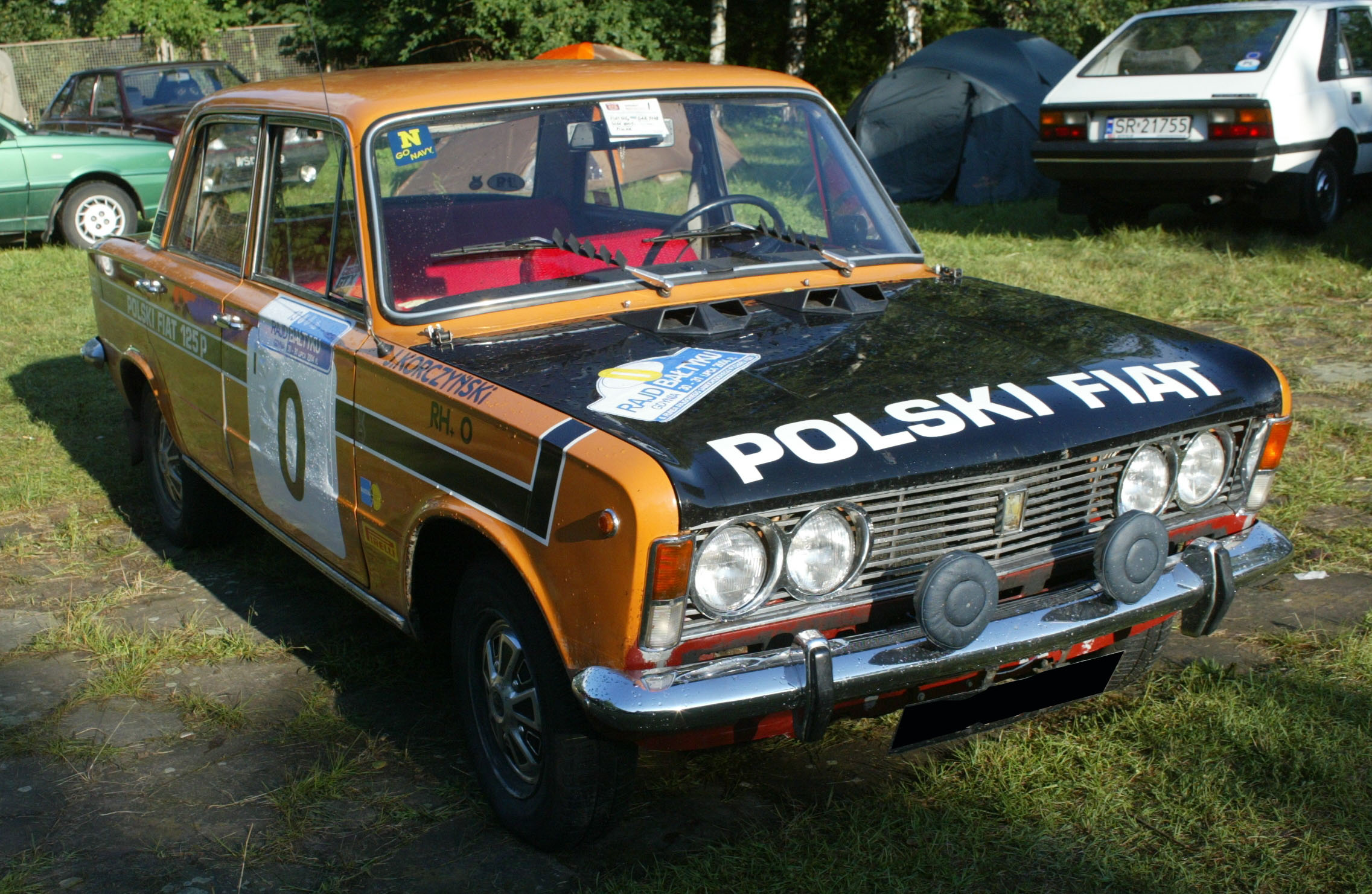
Trois Polski Fiat 125P officielles sont au départ.

Trois voitures ont été engagées officiellement par Polski Fiat. Ces 125P sont identiques à celles alignées par l'usine en Pologne (moteur développant environ 100 chevaux). Elles sont confiées à Robert Mucha, Marek Varisella et Andrzej Jaroszewicz, ce dernier étant le fils du premier ministre polonais.
- Subaru

L'importateur américain a engagé deux petites Subaru GL (1300 cm3), l'une d'entre elles étant confiée au pilote kényan Edgar Herrmann, double vainqueur du Safari en 1970 et 1971. Le Dart Team a engagé quatre voitures identiques, dont une pour le pilote canadien Randy Black.
- Opel

Cinq Opel privées sont au départ, la plus compétitive étant la Manta engagée par Taisto Heinonen (pilote finlandais installé au Canada) et disposant de kits de préparation Steinmetz.
- Fiat

L'usine avait préparé deux spiders 124 rallye (1750 cm3, 170 ch, 960 kg) pour Alcide Paganelli et Rauno Aaltonen, mais a finalement renoncé à ce déplacement coûteux, ses chances de remporter le championnat du monde étant quasi nulles. Le constructeur turinois est tout de même représenté par deux pilotes locaux au volant de Fiat 128.
- Porsche

Le vice-champion d'Europe Walter Röhrl avait engagé une Porsche 911, mais le pilote allemand a finalement déclaré forfait, son copilote habituel étant blessé.

## Déroulement de la course

### Première étape
Le départ est donné de Belle Isle sous une pluie battante. Très peu de spectateurs sont présents, le rallye n'étant pas un sport très suivi aux États-Unis. Les Américains John Buffum (Ford Escort) et William Dodd (Ford Capri) se montrent les plus rapides lors de la première épreuve mais cèdent rapidement la tête de la course à leur compatriote Scott Harvey dès qu'arrivent les spéciales boueuses. Sur ce terrain, les Jeep Wagoneer de Dahm et Henderson se montrent également à leur avantage mais doivent bientôt renoncer sur problème de moteur. Au cours de la nuit, le champion canadien Walter Boyce remonte à la seconde place, talonnant Harvey, tandis que Buffum perd une quinzaine de minutes à cause d'une sortie de route. Alors qu'il était également en lice pour la victoire, le Finlandais Taisto Heinonen détruit son Opel Manta contre un arbre, sans dommage pour l'équipage. Boyce continue à attaquer et s'empare du commandement. À Saint-Ignace,  terme de cette première étape, il possède près de cinq minutes d'avance sur la Datsun d'Hourihan, qui a également dépassé Harvey, la Colt ayant eu des problèmes de conduite d'huile.
| Pos. | Pilote       | Copilote         | Voiture             | Écart         |
| ---- | ------------ | ---------------- | ------------------- | ------------- |
| 1    | Walter Boyce | Doug Woods       | Toyota Corolla 1600 |               |
| 2    | Bob Hourihan | Geraint Phillips | Datsun 1800 SSS     | près de 5 min |
| 3    | Scott Harvey | Ralph Backman    | Dodge Colt          |               |
| 4    | John Smiskol | Carol Smiskol    | Datsun 240Z         |               |
| 5    | Jim Walker   | Terry Palmer     | Volvo 142 S         |               |

### Deuxième étape
La deuxième étape est la plus difficile du rallye. Elle se déroule dans la péninsule supérieure du Michigan. Walker a pu profiter des neuf heures de neutralisation pour faire remplacer le moteur de sa Volvo, une intervention permise dans les rallyes nord-américains. La neige a fait son apparition au cours de la nuit. En début d'étape, Hourihan sort de la route et doit abandonner. Walker attaque et s'empare de la deuxième place, tandis qu'en tête Boyce consolide sa première place, rejoignant Saint-Ignace avec une avance de dix-huit minutes sur Walker. Harvey, troisième a eu des soucis avec un contrôleur qui a relevé une non-conformité concernant la traverse de sa Dodge Colt ; il a été autorisé à terminer l'étape mais va être exclu aussitôt après, permettant à Smiskol de récupérer la troisième place. Buffum a effectué une belle remontée et pointe désormais à la sixième place.
| Pos. | Pilote       | Copilote      | Voiture             | Écart    |
| ---- | ------------ | ------------- | ------------------- | -------- |
| 1    | Walter Boyce | Doug Woods    | Toyota Corolla 1600 |          |
| 2    | Jim Walker   | Terry Palmer  | Volvo 142 S         | + 18 min |
| 3    | Scott Harvey | Ralph Backman | Dodge Colt          | + 27 min |
| 4    | John Smiskol | Carol Smiskol | Datsun 240Z         | + 30 min |

### Troisième étape
La dernière étape n'apporte pas de bouleversement particulier dans la hiérarchie, les positions des trois premiers étant pratiquement acquises. Boyce se contente de gérer son avance et remporte la victoire devant Walker et Smiskol. Buffum continue sa progresion et termine finalement à la quatrième place, ayant débordé la Datsun de Rodgers. Beau résultat également de la Polski Fiat de Mucha, sixième et première voiture d'usine. Vingt-trois équipages parviennent à rallier l'arrivée à Alma.

### Classement général
| Pos | No  | Pilote          | Copilote           | Voiture             | Temps             | Écart               | Groupe |
| --- | --- | --------------- | ------------------ | ------------------- | ----------------- | ------------------- | ------ |
| 1   | 110 | Walter Boyce    | Doug Woods         | Toyota Corolla 1600 | 6 h 58 min 28 s 2 |                     | 2      |
| 2   | 116 | Jim Walker      | Terry Palmer       | Volvo 142 S         | 7 h 22 min 43 s 2 | + 24 min 15 s 0     | 2      |
| 3   | 105 | John Smiskol    | Carol Smiskol      | Datsun 240Z         | 7 h 33 min 36 s 0 | + 35 min 07 s 8     | 4      |
| 4   | 114 | John Buffum     | Wayne Zitkus       | Ford Escort RS 1600 | 7 h 39 min 01 s 8 | + 40 min 33 s 6     | 2      |
| 5   | 127 | John Rodgers    | Erik Brooks        | Datsun 1600 SSS     | 7 h 45 min 00 s 6 | + 46 min 32 s 4     | 2      |
| 6   | 108 | Robert Mucha    | Ryszard Zyszkowski | Polski Fiat 125P    | 7 h 57 min 30 s 6 | + 59 min 02 s 4     | 2      |
| 7   | 123 | William Dodd    | Rudy Kren          | Ford Capri 2600     | 8 h 04 min 54 s 6 | + 1 h 06 min 26 s 4 | 4      |
| 8   | 130 | Jim Callon      | Gary Hays          | Datsun 510          | 8 h 08 min 12 s 0 | + 1 h 09 min 43 s 8 | 2      |
| 9   | 136 | Steve Dorr      | Rick Andersson     | Datsun 510          | 8 h 09 min 39 s 2 | + 1 h 11 min 00 s 0 | 2      |
| 10  | 121 | Charles McLaren | Doug Leverton      | Datsun 510          | 8 h 16 min 12 s 6 | + 1 h 17 min 44 s 4 | 2      |

- Les groupes sont seulement donnés à titre indicatif, l'épreuve nord-américaine ne tenant pas compte de cette classification.

### Hommes de tête
- ES1 :  John Buffum -  Wayne Zitkus (Ford Escort RS1600) et  William Dodd -  Rudy Kren (Ford Capri 2600)
- ES2 à ES4 :  Scott Harvey -  Ralph Beckman (Dodge Colt)
- ES5 à ES85 :  Walter Boyce -  Doug Woods (Toyota Corolla 1600)

### Vainqueurs d'épreuves spéciales
- Walter Boyce -  Doug Woods (Toyota Corolla 1600) : 47 spéciales (ES 2, 7 à 22, 25 à 27, 29, 32, 36, 38, 39, 41 à 47, 50, 52 à 54, 61 à 63, 69, 70, 72 à 77)
- Jim Walker -  Terry Palmer (Volvo 142 S) : 15 spéciales (ES 28, 30, 31, 34, 35, 37, 40, 49, 51, 55, 59 à 61, 66, 78)
- John Buffum -  Wayne Zitkus (Ford Escort RS1600) : 8 spéciales (ES 1, 57 à 59, 65, 67, 68, 71)
- Edgar Herrmann -  Joe le Beau (Subaru GL) : 4 spéciales (ES 24, 48, 64, 84)
- Erhard Dahm -  Tom Grimshow (Jeep Wagoneer) : 2 spéciales (ES 2, 4)
- Andrzej Jaroszewicz -  Zbigniew Dziadura (Polski Fiat 125P) : 2 spéciales (ES 56, 80)
- William Dodd -  Rudy Kren (Ford Capri 2600) : 1 spéciale (ES 1)
- Taisto Heinonen -  John Bellefleur (Opel Manta) : 1 spéciale (ES 5)
- Bob Hourihan -  Geraint Phillips (Datsun 1800 SSS) : 1 spéciale (ES 6)
- Tom Samida -  Brian Fox (Dodge Colt) : 1 spéciale (ES 33)
- Robert Mucha -  Ryszard Zyszkowski (Polski Fiat 125P) : 1 spéciale (ES 79)

## Résultats des principaux engagés
| No  | Pilote              | Copilote           | Voiture              | Classement général                                           |
| --- | ------------------- | ------------------ | -------------------- | ------------------------------------------------------------ |
| 101 | Alcide Paganelli    | ‘Ninni’ Russo      | Fiat 124 Rallye 1800 | Forfait                                                      |
| 102 | Rauno Aaltonen      | John Davenport     | Fiat 124 Rallye 1800 | Forfait                                                      |
| 103 | Walter Röhrl        | Herbert Marecek    | Porsche 911          | Forfait                                                      |
| 104 | Taisto Heinonen     | John Bellefleur    | Opel Manta           | ab. dans la première étape (accident)                        |
| 105 | John Smiskol        | Carol Smiskol      | Datsun 240Z          | 3e à 35 min 07 s 8                                           |
| 106 | Erhard Dahm         | Tom Grimshow       | Jeep Wagoneer        | ab. dans la première étape (moteur)                          |
| 107 | Gene Henderson      | Ken Pogue          | Jeep Wagoneer        | ab. dans la première étape (moteur)                          |
| 108 | Robert Mucha        | Ryszard Zyszkowski | Polski Fiat 125P     | 6e à 59 min 02 s 4                                           |
| 109 | Scott Harvey        | Ralph Backman      | Dodge Colt           | exclus à la fin de la deuxième étape (traverse non conforme) |
| 110 | Walter Boyce        | Doug Woods         | Toyota Corolla 1600  | 1er                                                          |
| 111 | Randy Black         | Tom Burgess        | Subaru GL            | ab. dans la première étape (joint de culasse)                |
| 112 | Bob Hourihan        | Geraint Phillips   | Datsun 1800 SSS      | ab. dans la deuxième étape (accident)                        |
| 114 | John Buffum         | Wayne Zitkus       | Ford Escort RS1600   | 4e à 40 min 33 s 6                                           |
| 115 | Tom Samida          | Brian Fox          | Dodge Colt           | ab. dans la troisième étape (pression d'huile)               |
| 116 | Jim Walker          | Terry Palmer       | Volvo 142 S          | 2e à 24 min 15 s 0                                           |
| 117 | Andrzej Jaroszewicz | Zbigniew Dziadura  | Polski Fiat 125P     | 12e à 1 h 22 min 19 s 2                                      |
| 120 | Marek Varisella     | Janina Jedynak     | Polski Fiat 125P     | 15e à 1 h 40 min 42 s 6                                      |
| 123 | William Dodd        | Rudy Kren          | Ford Capri 2600      | 7e à 1 h 06 min 26 s 4                                       |
| 127 | John Rodgers        | Erik Brooks        | Datsun 1600 SSS      | 5e à 46 min 32 s 4                                           |
| 160 | Edgar Herrmann      | Joe le Beau        | Subaru GL            | 14e à 1 h 37 min 30 s 6                                      |

## Classement du championnat à l'issue de la course
- attribution des points : 20, 15, 12, 10, 8, 6, 4, 3, 2, 1 respectivement aux dix premières marques de chaque épreuve (sans cumul, seule la voiture la mieux classée de chaque constructeur marque des points)
- seuls les huit meilleurs résultats (sur treize épreuves) sont retenus pour le décompte final des points[4]. Fiat doit donc décompter les trois points acquis au Safari et les trois points acquis en Finlande.

| Pos. | Marque         | Points  | M-C | SUE | POR | SAF | MAR | ACR | POL | FIN | AUT | SAN | PRE | RAC | COR |
| ---- | -------------- | ------- | --- | --- | --- | --- | --- | --- | --- | --- | --- | --- | --- | --- | --- |
| 1    | Alpine-Renault | 127     | 20  | 12  | 20  | -   | 20  | 20  | -   | -   | 15  | 20  | -   |     |     |
| 2    | Fiat           | 84 (90) | 4   | 8   | 10  | (3) | 6   | 15  | 20  | (3) | 6   | 15  | -   |     |     |
| 3    | Ford           | 46      | 10  | -   | 2   | -   | -   | 4   | -   | 20  | -   | -   | 10  |     |     |
| 4    | Saab           | 42      | -   | 20  | -   | -   | -   | -   | -   | 10  | 12  | -   | -   |     |     |
| 5    | Datsun         | 34      | 2   | -   | -   | 20  | -   | -   | -   | -   | -   | -   | 12  |     |     |
| 5=   | Volvo          | 34      | -   | 2   | -   | -   | 2   | -   | -   | 15  | -   | -   | 15  |     |     |
| 7    | Citroën        | 33      | -   | -   | 12  | -   | 15  | 6   | -   | -   | -   | -   | -   |     |     |
| 8    | Toyota         | 25      | -   | -   | -   | -   | -   | 2   | -   | -   | 3   | -   | 20  |     |     |
| 9    | BMW            | 24      | -   | 4   | -   | -   | -   | -   | -   | -   | 20  | -   | -   |     |     |
| 9=   | Porsche        | 24      | -   | -   | 8   | -   | -   | -   | -   | 12  | 4   | -   | -   |     |     |
| 11   | Polski Fiat    | 18      | -   | -   | -   | -   | -   | -   | 12  | -   | -   | -   | 6   |     |     |
| 12   | Lancia         | 16      | 3   | 10  | -   | -   | -   | -   | -   | -   | -   | 3   | -   |     |     |
| 13   | Wartburg       | 15      | -   | -   | -   | -   | -   | -   | 15  | -   | -   | -   | -   |     |     |
| 13=  | Volkswagen     | 15      | -   | 6   | -   | -   | -   | 8   | -   | -   | 1   | -   | -   |     |     |
| 13=  | Opel           | 15      | -   | 1   | 4   | -   | -   | -   | -   | 8   | -   | 2   | -   |     |     |
| 16   | Peugeot        | 13      | -   | -   | -   | 12  | 1   | -   | -   | -   | -   | -   | -   |     |     |
| 17   | Mitsubishi     | 4       | -   | -   | -   | 4   | -   | -   | -   | -   | -   | -   | -   |     |     |
| 18   | Škoda          | 3       | -   | 3   | -   | -   | -   | -   | -   | -   | -   | -   | -   |     |     |
| 19   | Audi           | 1       | -   | -   | -   | -   | -   | 1   | -   | -   | -   | -   | -   |     |     |

- À noter : le classement ci-dessus intègre le reclassement de la BMW de l'équipage Warmbold-Todt, initialement disqualifiée par les organisateurs, à la première place de l'épreuve autrichienne. Les résultats du rallye autrichien des Alpes ne furent entérinés qu'au premier trimestre 1974[5]. Ci-dessous les positions provisoires du championnat effectives après le Rallye Press on Regardless, prenant en compte la  disqualification de BMW en Autriche, telles que publiées en 1973 :

1. Alpine-Renault : 132 points

2. Fiat : 86 points

3. Ford : 46 points

4. Saab : 45 points

5. Datsun et Volvo : 34 points

7. Citroën : 33 points

8. Toyota et Porsche : 26 points

etc.